# Grove Street Games
Grove Street Games (conhecida anteriormente como War Drum Studios) é uma desenvolvedora de jogos eletrônicos estadunidense sediada na cidade de Gainesville, na Flórida. Fundada em 2007 por Thomas Williamson e Michael Owen, a desenvolvedora, conhecida na época como War Drum Studios, ganhou destaque por remasterizar jogos da Rockstar Games, incluindo títulos da série Grand Theft Auto, além de Bully e Max Payne.
Em 2021, sob o novo nome de Grove Street Games, foi responsável por desenvolver o Grand Theft Auto: The Trilogy – The Definitive Edition, remasterização dos três jogos clássicos de sexta geração da série Grand Theft Auto: Grand Theft Auto III (2001), Grand Theft Auto: Vice City (2002) e Grand Theft Auto: San Andreas (2004). Foi lançado em 11 de novembro de 2021 para Microsoft Windows, Nintendo Switch, PlayStation 4, PlayStation 5, Xbox One e Xbox Series X/S.

## Filosofia
O estúdio afirma em seu site oficial que tem como objetivo entregar jogos com novidade e autenticidade, desenvolvendo um relacionamento amigável com todas as pessoas e tornando seus jogadores felizes. Afirmam que todas pessoas, de todas as origens e experiências, podem sentir-se bem e expressar-se livremente com a empresa.

## Mudança de nome
Em agosto de 2020, o estúdio anunciou que mudaria seu nome de "War Drum Studios" para "Grove Street Games". Apesar do nome ser associado a rua e a gangue, "Grove Street Families", do protagonista Carl Johnson, do jogo Grand Theft Auto: San Andreas, a empresa afirmou que, na realidade, o nome é uma referência à localização do estúdio, que é localizado no bairro Grove Street, na cidade de Gainesville, na Flórida.

## Jogos

### Jogos
O estúdio possui alguns jogos publicados ou produzidos de maneira independente ou com parcerias, com principal foco em plataformas móveis:
| Jogo                    | Ano de lançamento | Plataforma(s)                          | Nota(s)                                                                                             |
| ----------------------- | ----------------- | -------------------------------------- | --------------------------------------------------------------------------------------------------- |
| Auralux                 | 2012              | iOS e Android                          | |
| turtle tumble           | 2015              | iOS e Android                          | |
| Auralux: Constellations | 2016              | iOS, Android, Microsoft Windows e tvOS | |
| Ark: Dinosaur Discovery | 2022              | Nintendo Switch                        | Lançado em parceria com Snail Games USA, que atuou como publicadora. O título é da Studio Wildcard. |

### Portes
O primeiro jogo onde o estúdio se fez presente foi o Ghostbusters: The Video Game, onde foi feita a portabilidade para o PlayStation 2. Entretanto, o mesmo ficou realmente conhecido após lançar Grand Theft Auto III: 10 Year Anniversary, versão de aniversário de dez anos do jogo Grand Theft Auto III, para os sistemas iOS e Android. Abaixo, lista de jogos portados pela Grove Street Games:
| Jogo                                                   | Lançamento do porte | Plataforma(s) portada(s)                                                                         | Nota(s) |
| ------------------------------------------------------ | ------------------- | ------------------------------------------------------------------------------------------------ | --- |
| Ghostbusters: The Video Game                           | 2009                | PlayStation 2                                                                                    | Lançado originalmente em 2009 para Nintendo DS. |
| Great Battles Medieval                                 | 2010                | PlayStation 3, Xbox 360, iOS e Android                                                           | Lançado originalmente em 2010 para Windows. |
| Grand Theft Auto III: 10 Year Anniversary              | 2011                | iOS e Android                                                                                    | Lançado originalmente em 2001 para PlayStation 2. |
| Max Payne                                              | 2012                | iOS e Android                                                                                    | Lançado originalmente em 2001 para Windows. |
| Grand Theft Auto: Vice City: 10 Year Anniversary       | 2012                | iOS e Android                                                                                    | Lançado originalmente em 2002 para PlayStation 2. |
| The Conduit: HD                                        | 2013                | Android                                                                                          | Lançado originalmente em 2009 para Wii. |
| Grand Theft Auto: San Andreas                          | 2013                | iOS, Android, PlayStation 3 e Xbox 360                                                           | Lançado originalmente em 2004 para PlayStation 2. |
| Grand Theft Auto: Chinatown Wars                       | 2014                | iOS e Android                                                                                    | Lançado originalmente em 2009 para Nintendo DS e PlayStation Portable.                                                                                       |
| Bully: Anniversary Edition                             | 2016                | iOS e Android                                                                                    | Lançado originalmente em 2006 para PlayStation 2. |
| Ark: Survival Evolved                                  | 2018                | iOS e Android                                                                                    | Lançado originalmente em 2017 para Linux, MacOS, Windows, PlayStation 4 e Xbox One.                                                                          |
| Grand Theft Auto: The Trilogy – The Definitive Edition | 2021                | Nintendo Switch, PlayStation 4, PlayStation 5, Xbox One, Xbox Series X/S, Windows, Android e iOS | Remasterização de Grand Theft Auto III, Vice City e San Andreas, que foram lançados originalmente em 2001, 2002 e 2004, respectivamente, para PlayStation 2. |
| Ark: Ultimate Survivor Edition                         | 2022                | Nintendo Switch                                                                                  | Versão aprimorada do ARK: Survival Evolved, lançado anteriormente em 2018.                                                                                   |
| Ark: Survival Ascended                                 | 2023                | Microsoft Windows, Xbox Series X/S                                                               | Remasterização de Ark: Survival Evolved. |
| Ark 2                                                  | 2024                | Xbox Series X/S                                                                                  | Em desenvolvimento. |